# Agestratos (Koroplast)
Agestratos (altgriechisch Ἀγέστρατος) war ein griechischer Koroplast, der im ersten Viertel des 2. Jahrhunderts v. Chr. in Myrina in Kleinasien tätig war.
Agestratos ist nur von einer Signatur auf einer Tonbüste der Göttin Aphrodite aus Myrina bekannt. Die Büste befindet sich heute im Louvre in Paris.